# Râul Leurda, Ploștina
Râul Leurda este un curs de apă, afluent al râului Ploștina. 